# Лі Йон Док
Лі Йон Док (кор. 이영덕, 李榮德, I Yeong-deok, Yi Yŏngdŏk; 6 березня 1926 — 6 лютого 2010) — корейський політик, двадцять сьомий прем'єр-міністр Республіки Корея.
Був головою південнокорейської делегації на перемовинах з Північною Кореєю 1993 року. 1994 очолював Уряд Республіки Корея. Згодом став політичним радником прем'єр-міністра Чон Ун Чхана.
Помер у лютому 2010 року через пневмонію.